# Calli Hauger-Thackery
Calli Hauger-Thackery (* 9. Januar 1993 in Sheffield als Calli Thackery) ist eine britische Leichtathletin, die sich auf den Langstreckenlauf spezialisiert hat. 2024 wurde sie Europameisterin in der Halbmarathon-Teamwertung und gewann im Einzelbewerb die Bronzemedaille. Bereits ihr Vater Carl Thackery war selbst als Langstreckenläufer aktiv.

## Sportliche Laufbahn
Erste internationale Erfahrungen sammelte Calli Hauger-Thackery, die ein Studium an der University of New Mexico in den Vereinigten Staaten absolvierte, bei den Leichtathletik-U23-Europameisterschaften 2015 in Tallinn, bei denen sie in 15:47,71 min den fünften Platz im 5000-Meter-Lauf belegte. Im selben Jahr gelangte sie bei den Crosslauf-Europameisterschaften in Hyères nach 20:49 min auf den 25. Platz im U23-Rennen. Seit 2019 trainiert sie in Australien beim Melbourne Track Club und 2022 belegte sie bei den Commonwealth Games in Birmingham für England startend in 15:24,82 min den zehnten Platz über 10.000 Meter. Anschließend belegte sie bei den Europameisterschaften in München in 15:08,79 min den sechsten Platz. Bei den Straßenlauf-Weltmeisterschaften 2023 in Riga gelangte sie nach 1:08:56 h auf den sechsten Platz im Halbmarathon und im Jahr darauf gewann sie bei den Europameisterschaften in Rom in 1:08:58 h die Bronzemedaille hinter der Norwegerin Karoline Bjerkeli Grøvdal und Joan Chelimo Melly aus Rumänien. Zudem sicherte sie sich in der Teamwertung die Goldmedaille. Im August musste sie ihr Rennen über die Marathondistanz bei den Olympischen Sommerspielen in Paris vorzeitig beenden.

## Persönliche Bestleistungen
- 1500 Meter: 4:14,08 min, 15. Juli 2017 in Ninove
- 3000 Meter: 8:48,10 min, 30. August 2022 in Rovereto
  - 3000 Meter (Halle): 9:09,35 min, 12. März 2016 in Birmingham
- 5000 Meter: 15:02,55 min, 23. Juli 2022 in Manchester
- 10.000 Meter: 34:30,24 min, 11. Mai 2016 in Fresno
- 5-km-Straßenlauf: 15:35 min, 6. September 2024 in Newcastle upon Tyne
- 10-km-Straßenlauf: 33:43 min, 27. Februar 2022 in Hobart
- Halbmarathon: 1:08:20 h, 14. Januar 2024 in Houston
- Marathon: 2:21:24 h, 29. September 2024 in Berlin